# Prestbury (Illinois)
Prestbury – jednostka osadnicza w Stanach Zjednoczonych, w stanie Illinois, w hrabstwie Kane.